# Padiglioncino Tamerici

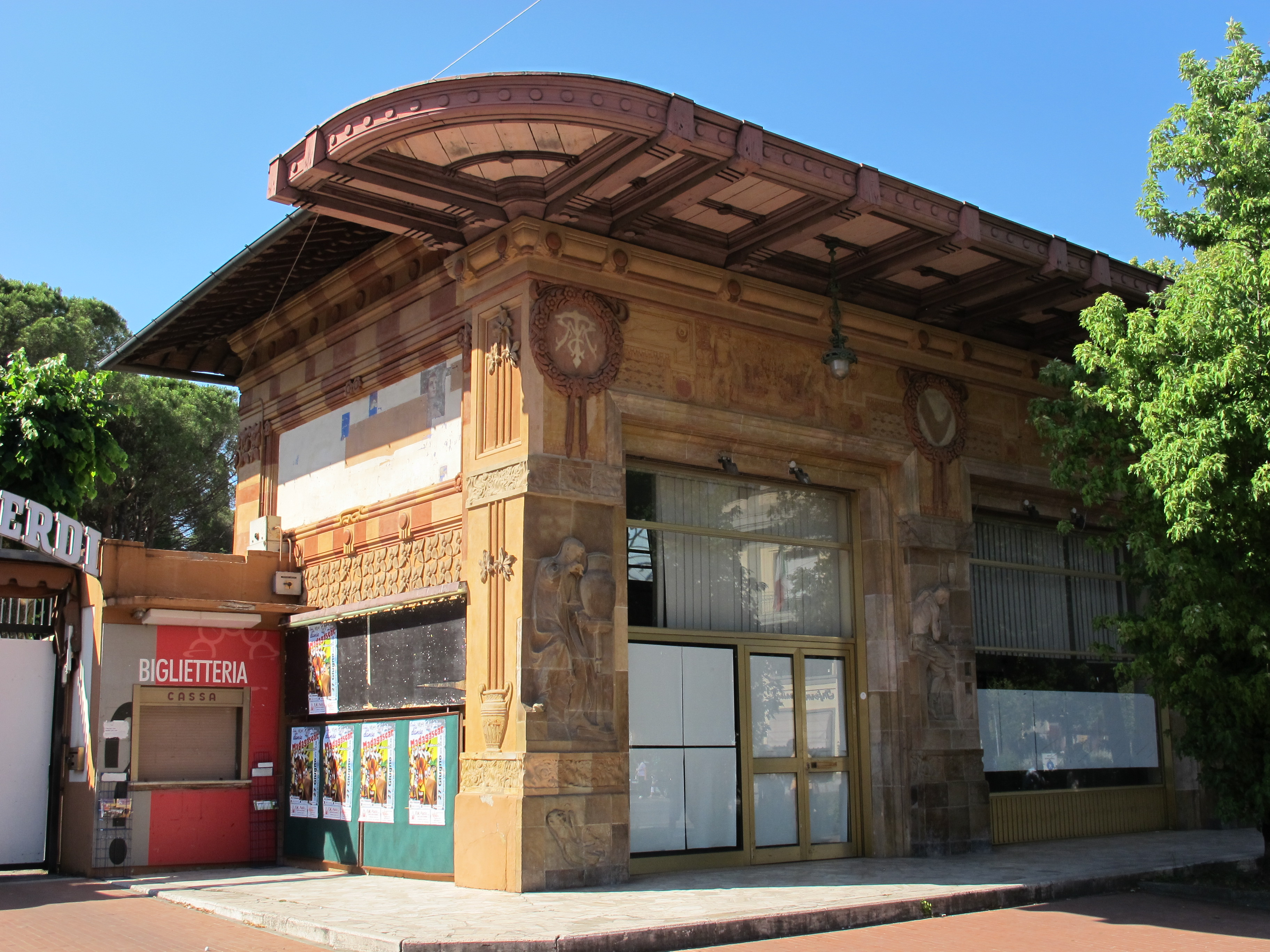
Padiglioncino Tamerici

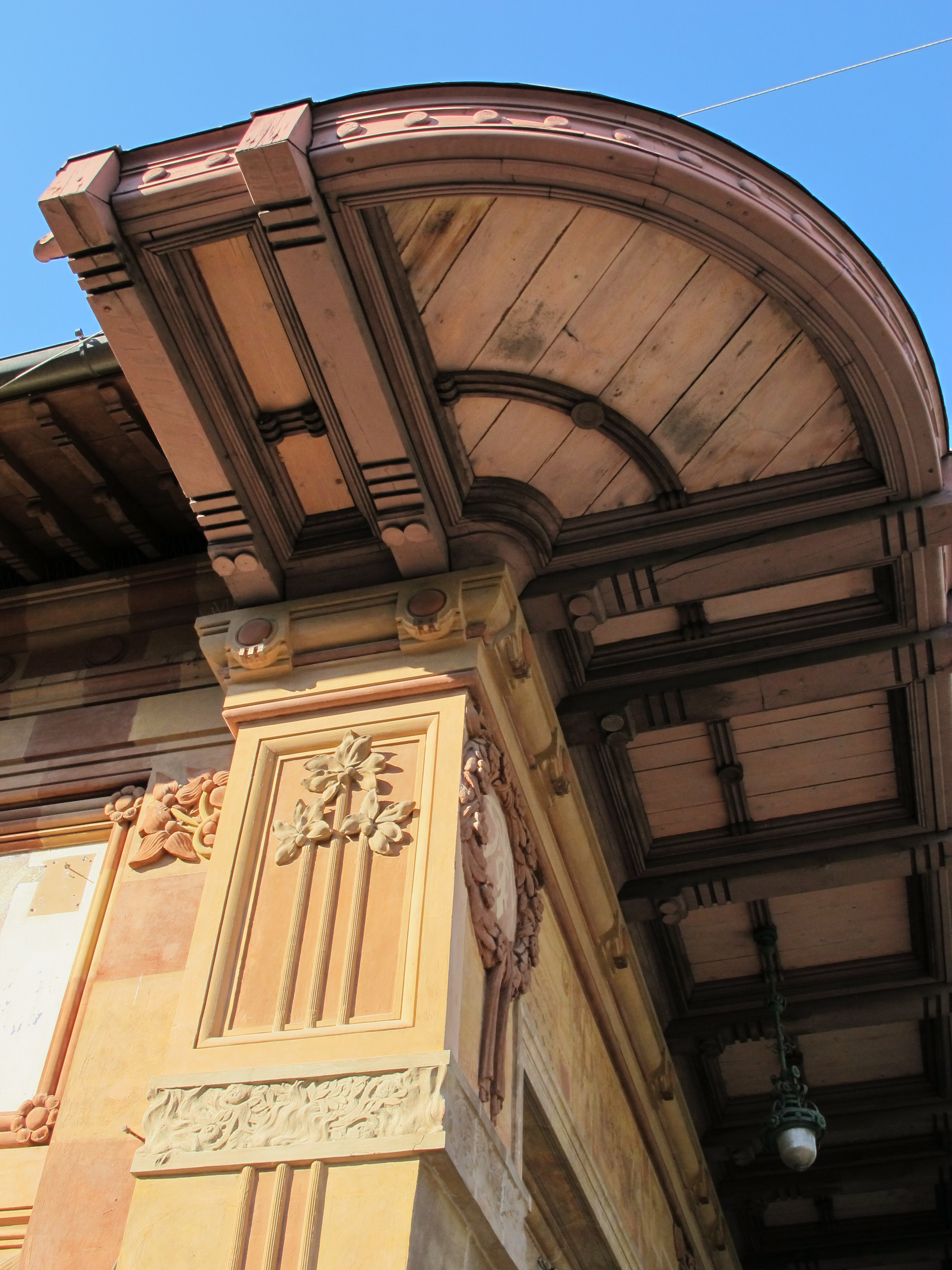
L'angolo

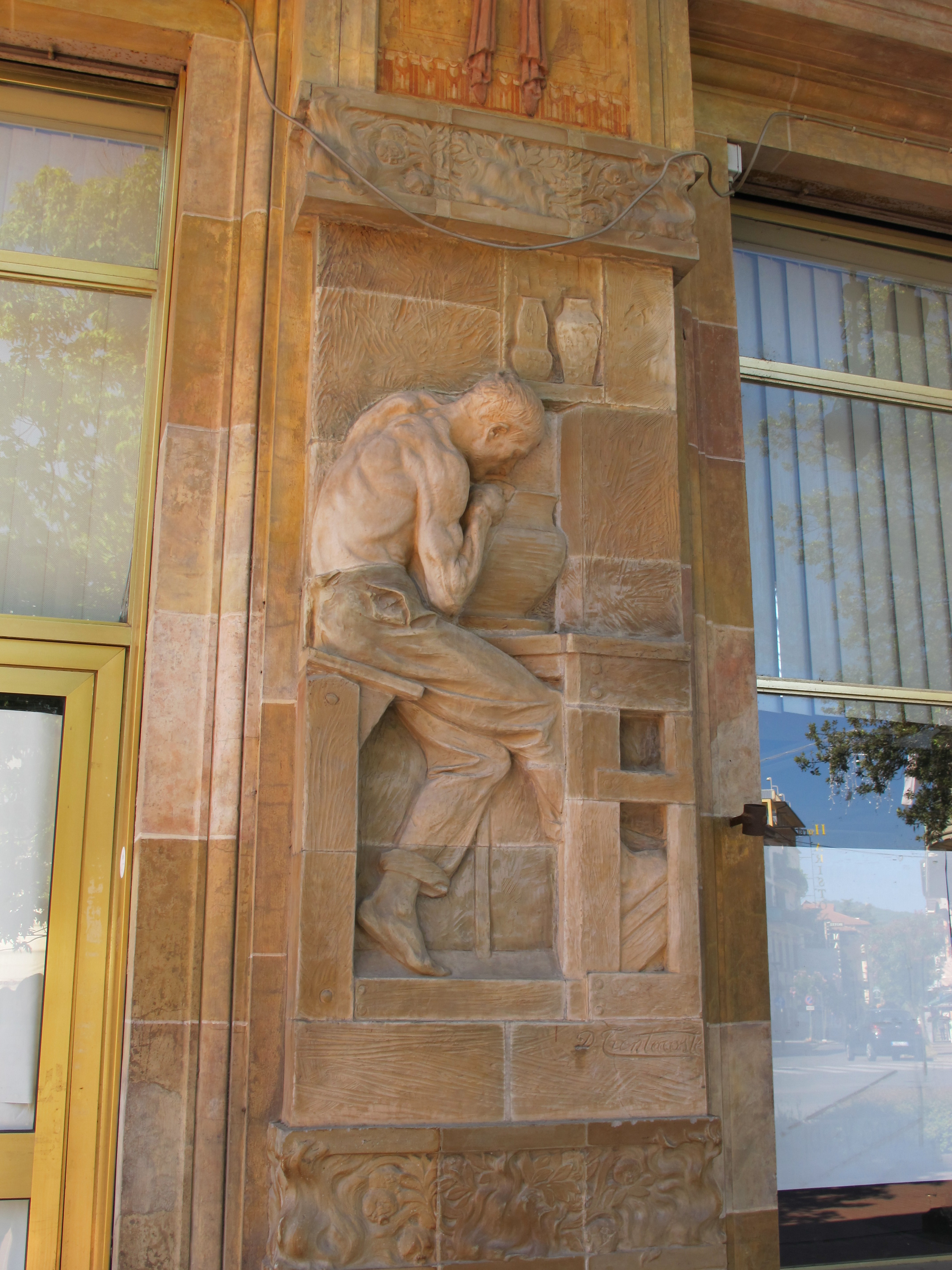
Rilievo

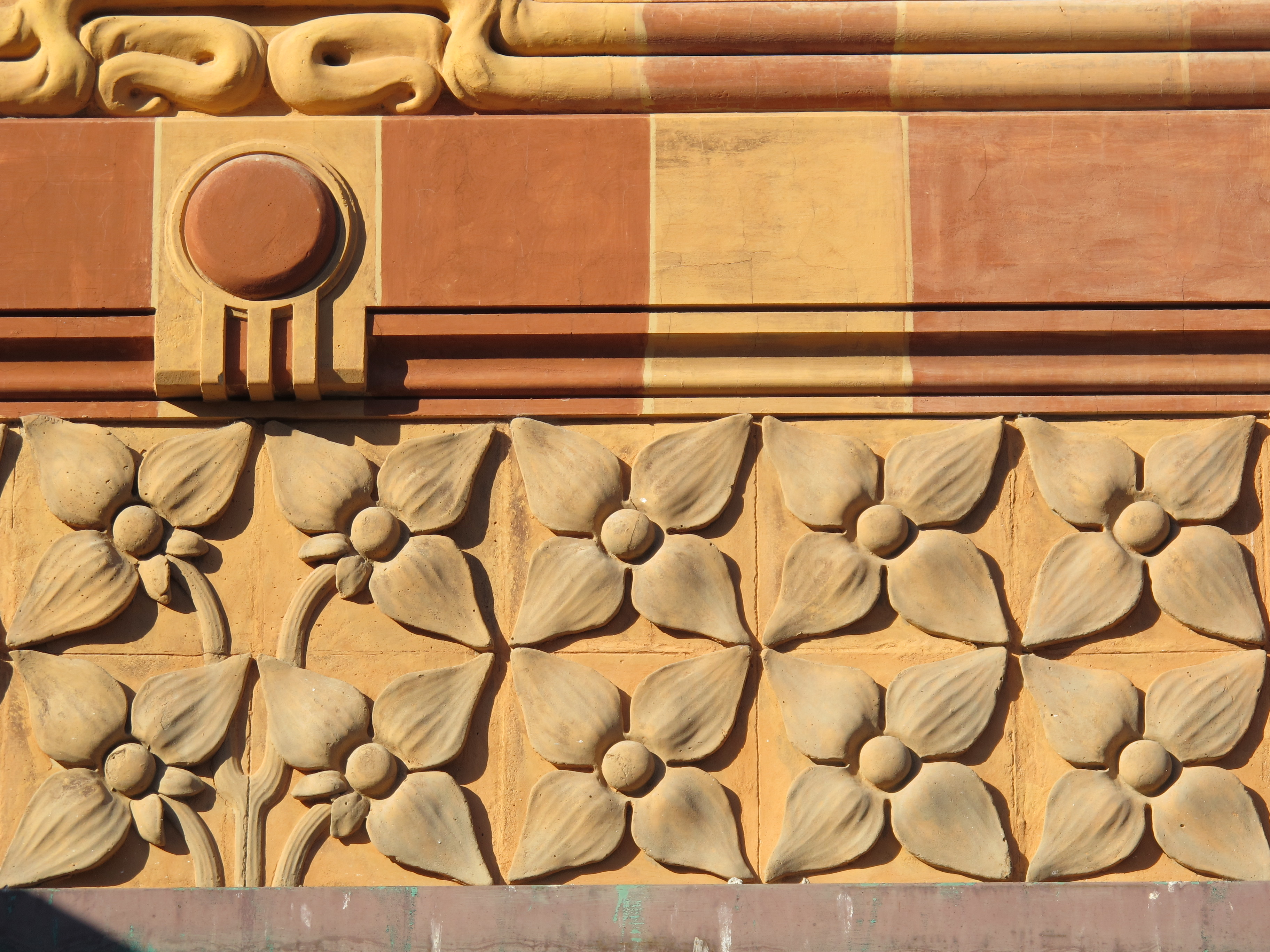
Decorazione floreale

Il Padiglioncino Tamerici è un edificio situato in viale Verdi 45,47,49 a Montecatini Terme.

## Storia
Questo piccolo padiglione "per il deposito e lo smercio dei sali delle Tamerici" è già ricordato dalla guida di C. Fedeli, Le acque e i bagni di Montecatini, a testimonianza dell'apprezzamento incontrato immediatamente sul gusto dominante. Tale padiglione, dalla qualificazione formale espressamente liberty e floreale, rappresenta un'eccezione nel panorama cittadino, ancora caratterizzato architettonicamente dalle fabbriche granducali settecentesche e dominato culturalmente da un ceto sociale tipicamente "provinciale", conformista e legato tradizionalmente al mondo rurale, perciò sostanzialmente refrattario al modernismo. 
La caratterizzazione in senso floreale degli stessi prodotti Tamerici (il manifesto pubblicitario della Sorgente Tamerici fu stampato a Milano nello stesso 1903 dalle Arti grafiche Chiattone, mentre nel 1911 Galileo Chini realizzò la decorazione ceramica per la saletta dello Stabilimento Tamerici) viene decisa e commissionata dal vertice dirigenziale della Società Nuove Terme che fa capo a Milano.

## Descrizione
Realizzato su progetto dell'architetto pesciatino Giulio Bernardini, le cui opere, nel primo decennio del secolo, qualificano il volto della cittadina termale, l'edificio è caratterizzato da quattro bassorilievi in gres del fronte principale sul viale Verdi, modellati dallo scultore Domenico Trentacoste e originariamente destinati allo stand della manifattura "L'arte della ceramica" di Firenze, allestito alla mostra internazionale di arti decorative svoltasi a Torino nel 1902. I soggetti dei bassorilievi sono ispirati alla lavorazione della ceramica e rappresentano l'artista, il tornitore di vasi, il decoratore e l'infornatore.
Il fregio pittorico sottogronda, di Galileo Chini, rappresenta putti e intrecci floreali; i rilievi ornamentali fitomorfici sulle lesene angolari e sulle facciate laterali, stilizzati al limite del geometrismo, sono modellati con l'intonaco.
Pur essendo stato progettato con un prevalente ruolo di quinta decorativa sul viale Verdi, principale arteria della zona termale, gli elementi di ornato che ne caratterizzano tutti i quattro prospetti denunciano un originario intento di qualificare l'edificio per una visione a tutto tondo e quindi con un'attenzione anche per la percezione dai giardini retrostanti.
Attualmente sul lato meridionale è addossato un modesto volume in muratura (biglietteria del Nuovo teatro Verdi) e sul lato settentrionale un corpo di fabbrica a un solo piano, più basso del padiglione, semplice volume funzionale senza caratterizzazioni architettoniche, che ospita vari negozi; si è così accentuato il ruolo di quinta urbana con cesura visiva rispetto al parco retrostante in buona parte occupato dal Nuovo teatro Verdi.
Il prospetto principale su viale Verdi si caratterizza per le tre aperture rettangolari (di cui quella centrale più ampia) che determinano una prevalenza del vuoto sul pieno, quasi a rimandare alla tipologia storica del portico urbano seppur rivisitato in chiave eclettica.
I quattro pilastri murari che scandiscono il prospetto perdono il loro valore strutturale per acquisire un prevalente ruolo decorativo per la presenza di un rivestimento esterno, opera di Domenico Trentacoste, in pannelli di gres ricomposti in opera. Nonostante la presenza di una scansione fra base (rustica a suggerire una muratura lapidea, sormontata da un fregio fitomorfo come cornice), fusto (con figure a bassorilievo) e capitello (costituito da un fregio fitomorfo analogo a quello di base), il rimando a un ordine classico non è significativo, anche per la presenza della modanatura d'architrave che continua, piegando in verticale ad angolo retto, come stipite poggiante sullo pseudo-capitello.
I tondi con ghirlanda (in stucco) in asse con i pilastri costituiscono i veri nodi di raccordo visivo fra piedritti e architrave ribadendo il ritmo complessivo del prospetto e la scansione del fregio dipinto di Galileo Chini.
Il pilastro d'angolo rivela come questa piccola e preziosa architettura sia stata pensata come uno scenografico assemblaggio di ornati decorativi non completamente omogenei: solo i fregi fitomorfi del pilastro e il cornicione terminale girano l'angolo, mentre in corrispondenza del bassorilievo di facciata troviamo sul fianco una più snella decorazione vegetale con vaso e canne palustri con fiori, al limite della stilizzazione geometrica, che continuano nel pannello all'altezza delle ghirlande circolari.

## Altre immagini

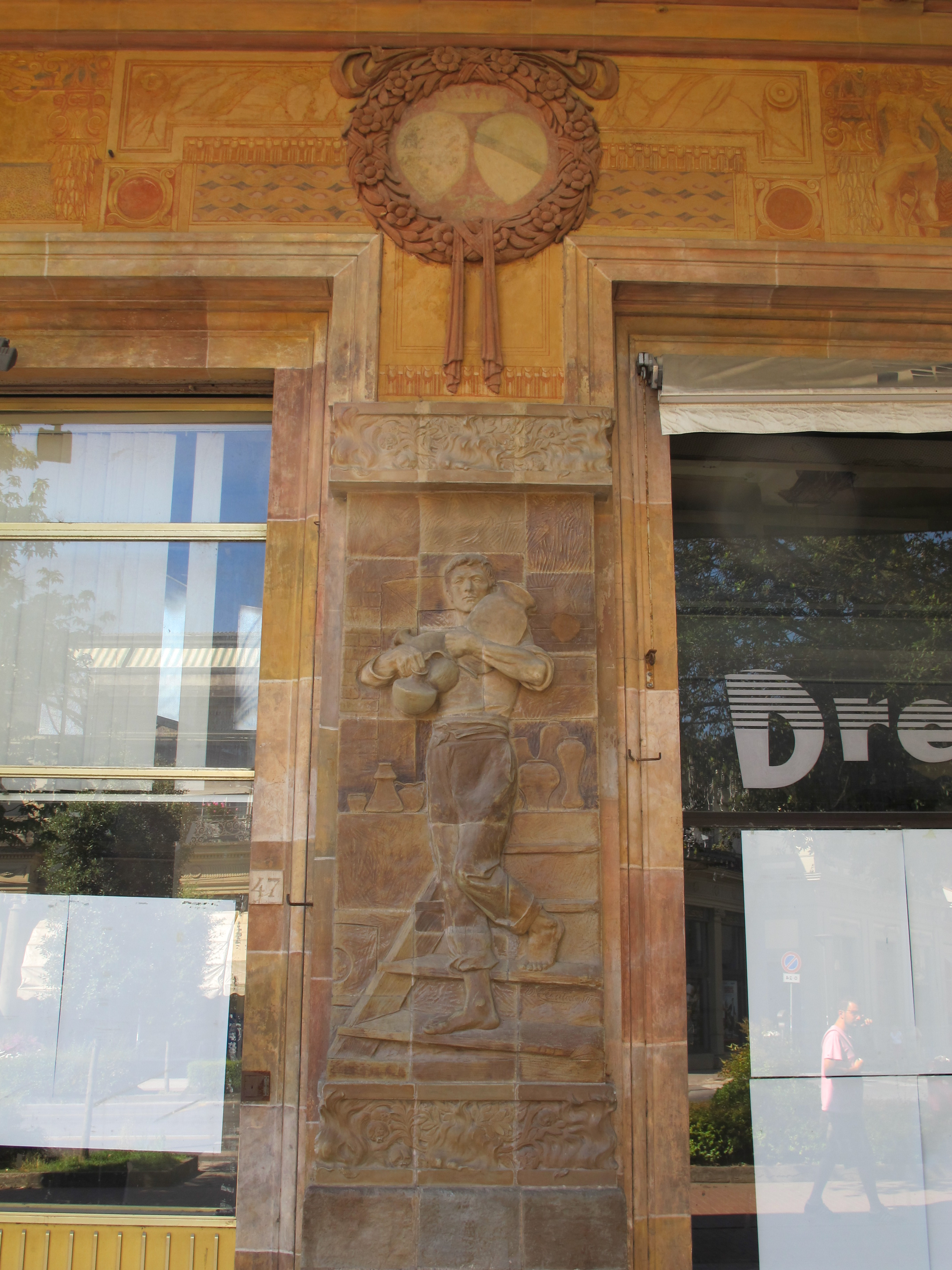
Rilievo
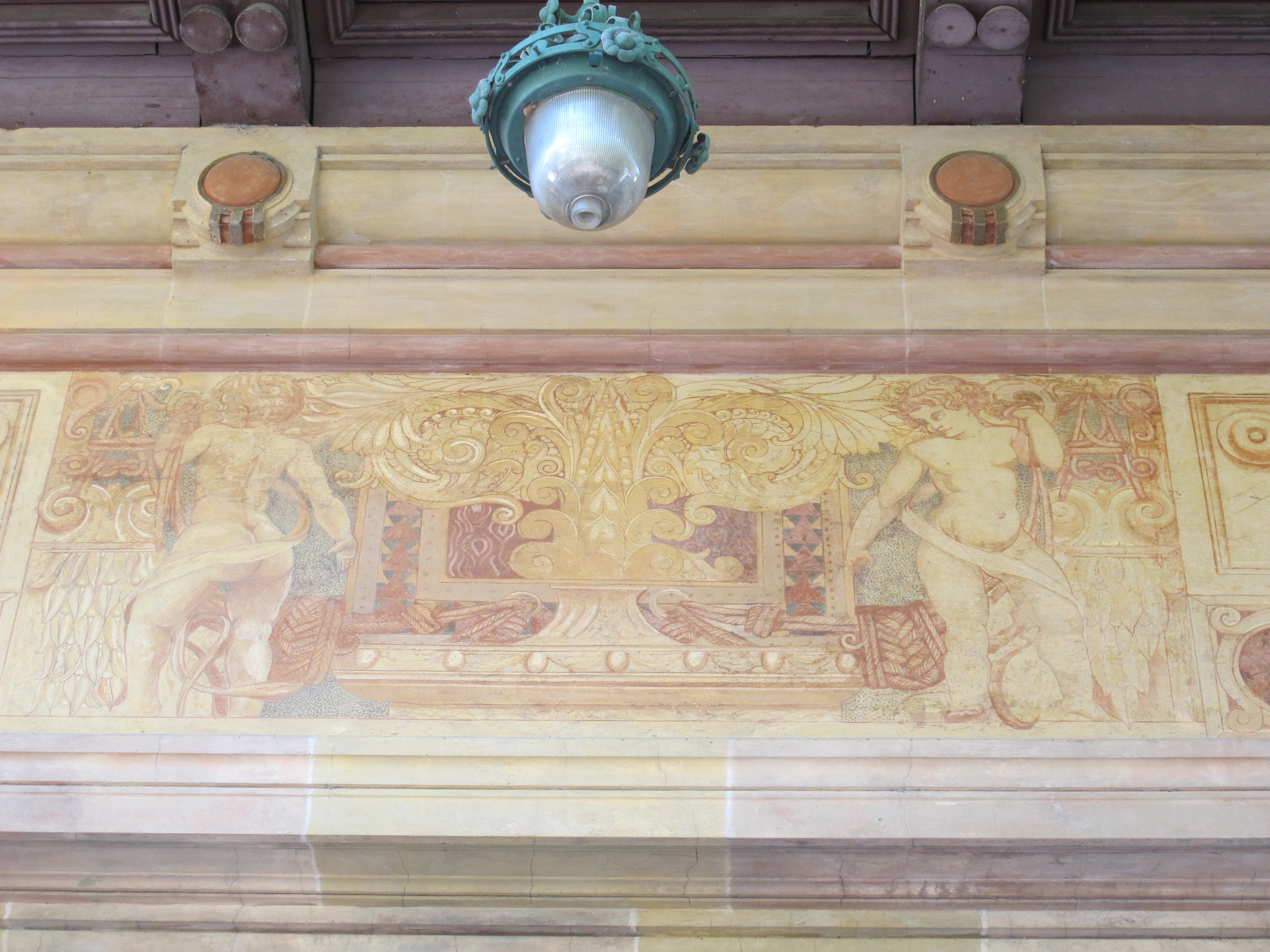
Affresco di Galileo Chini
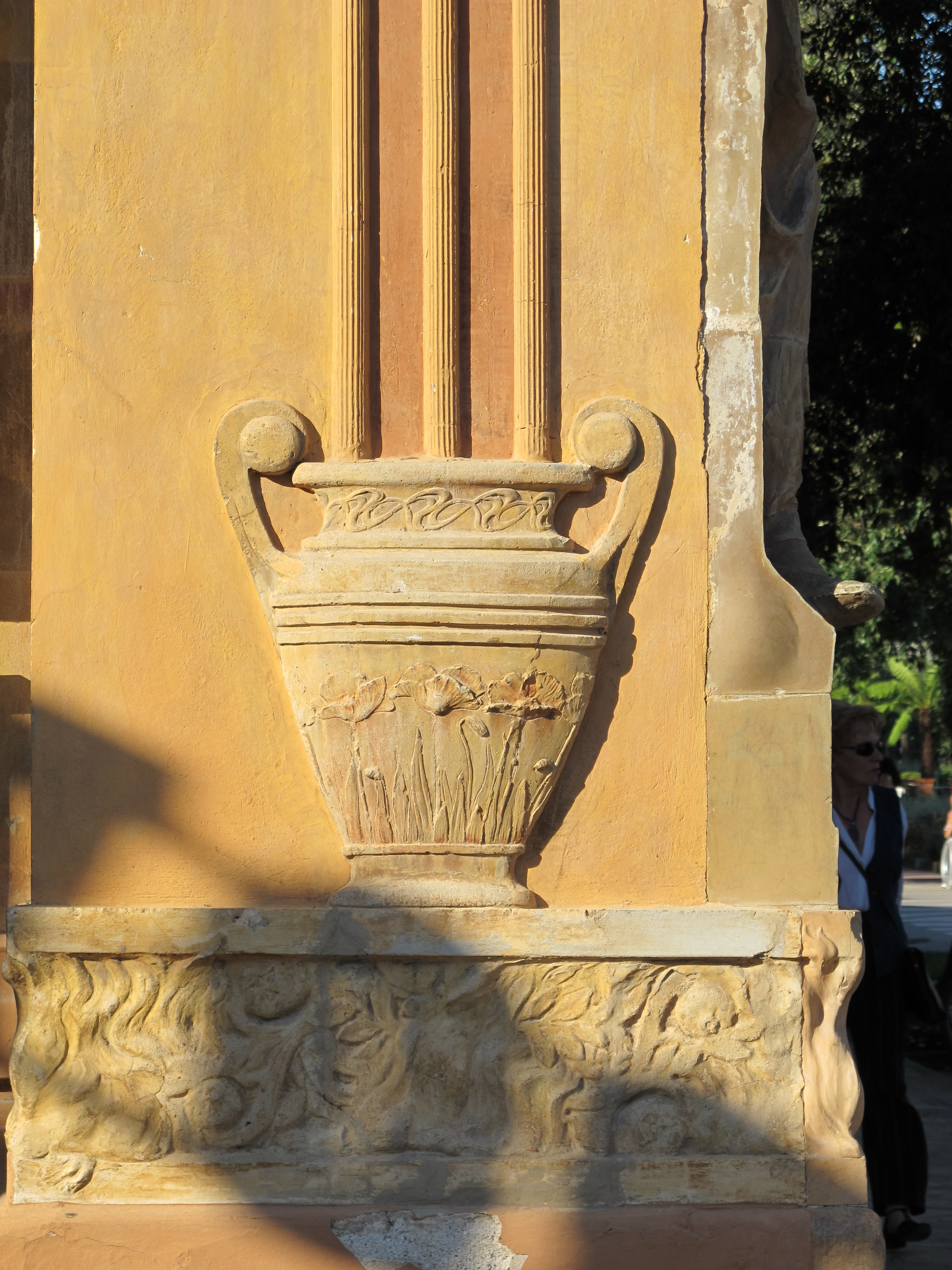
Decorazione
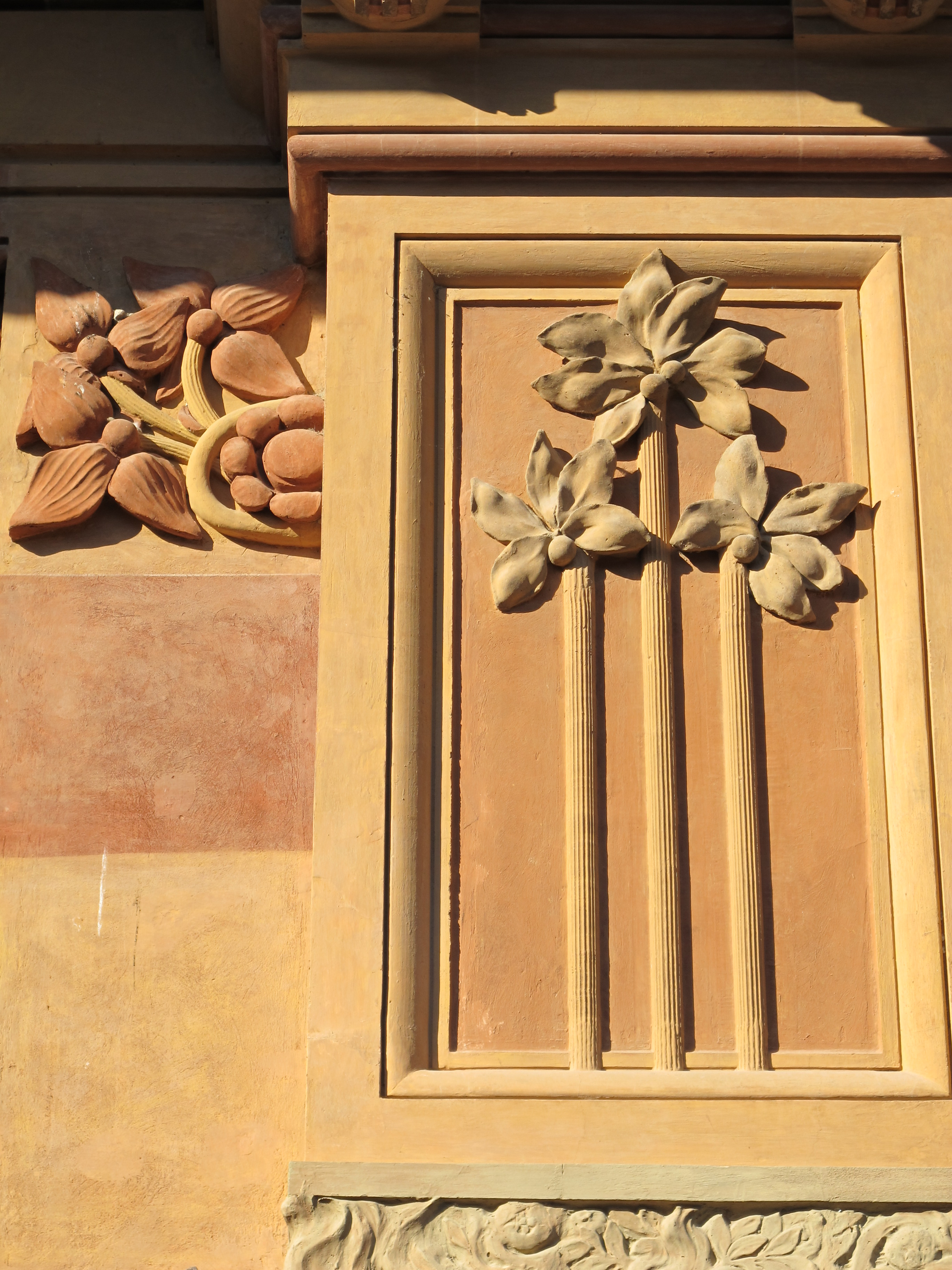
Decorazione